# ISync
iSync è un'applicazione sviluppata dalla Apple Inc. e progettata per sincronizzare dati in iCal e in Contatti, utilizzando il pacchetto .Mac e dispositivi come iPod, Palm OS e la maggior parte dei dispositivi compatibili con SyncML, come i cellulari di ultima generazione. iSync funziona solamente in macOS ed è anche in grado di sincronizzare i siti preferiti di Safari dell'utente con il pacchetto .Mac.
Venne presentata dalla Apple Inc. il 30 settembre 2002.
A partire da Mac OS X Tiger, la maggior parte delle funzionalità  di sincronizzazione è stata spostata all'interno di un framework che gli sviluppatori possono utilizzare per incorporare la sincronizzazione all'interno delle loro applicazioni; comunque iSync rimane per la sincronizzazione di dispositivi esterni. Con la diffusione di iTunes 4.8, la responsabilità  della sincronizzazione degli iPod con Mac OS X 10.4 è stata delegata a iTunes. La sincronizzazione con .Mac è ora compita da .Mac Sync, accessibile tramite il pannello Preferenze del Sistema.
iSync è stato rimosso da OS X Lion.

## Cronologia delle versioni
| Versione iSync | Versione OS | Versione OS | Versione OS | Versione OS | Versione OS | Data di pubblicazione | Caratteristiche |
|                | 10.2        | 10.3        | 10.4        | 10.5        | 10.6        |                       | |
| -------------- | ----------- | ----------- | ----------- | ----------- | ----------- | --------------------- | --- |
| 3.1            |             |             |             |             | Sì          | 28 agosto 2009        | Distribuito come una parte di Mac OS X 10.6. È anche l'ultima versione di iSync. |
| 3.0.2          |             |             |             | Sì          |             | 28 maggio 2008        | Distribuito come una parte di Mac OS X 10.5.3. |
| 3.0            |             |             |             | Sì          |             | 26 ottobre 2007       | Distribuito come una parte di Mac OS X 10.5. |
| 2.4            |             |             | Sì          |             |             | 13 marzo 2007         | Distribuito come parte dell'aggiornamento a Mac OS X 10.4.9. Aggiunto il supporto per ulteriori dispositivi portatili Motorola, Nokia, Sony Ericsson e per la prima volta Samsung (modelli D600 e D900). |
| 2.3            |             |             | Sì          |             |             | 27 giugno 2006        | Distribuito come parte dell'aggiornamento a Mac OS X 10.4.7. Aggiunto il supporto per ulteriori dispositivi portatili.                                                                                   |
| 2.2            |             |             | Sì          |             |             | 3 aprile 2006         | Distribuito come parte dell'aggiornamento Mac OS X 10.4.6. Aggiunto il supporto per ulteriori telefoni cellulari, compresi molti telefoni Nokia Series 40.                                               |
| 2.1.1          |             |             | Sì          |             |             | 10 gennaio 2006       | Distribuito come parte dell'aggiornamento Mac OS X 10.4.4. Aggiunto supporto per ulteriori telefoni cellulari.                                                                                           |
| 2.1            |             |             | Sì          |             |             | 11 luglio 2005        | Aggiunto supporto per altri dispositivi. |
| 2.0            |             |             | Sì          |             |             | 29 aprile 2005        | Distribuito come parte dell'aggiornamento Mac OS X Tiger. iSync ora sincronizza i dati solo con i dispositivi portatili. La sicronizzazione fra computer è gestita dal sistema operativo.                |
| 1.5            | Sì          | Sì          |             |             |             | 10 agosto 2004        | Aggiunto supporto per nuovi dispositivi. |
| 1.4            | Sì          | Sì          |             |             |             | 17 febbraio 2004      | Aggiunto il supporto per nuovi dispositivi inclusi telefoni cellulari con Symbian e iPod mini. |
| 1.3            | Sì          | Sì          |             |             |             | 24 ottobre 2003       | Distribuito in coincidenza con la diffusione di Mac OS X Panther. Aggiunto il supporto per nuovi dispositivi.                                                                                            |
| 1.2.1          | Sì          |             |             |             |             | 8 ottobre 2003        | Aggiunto supporto per ulteriori dispositivi ed il supporto per il calendario sui telefoni cellulari con Symbian.                                                                                         |
| 1.1            | Sì          |             |             |             |             | 3 giugno 2003         | Aggiunto supporto per ulteriori dispositivi. Aggiunto segnalibro per la sicronizzazione tra computer Mac.                                                                                                |
| 1.0            | Sì          |             |             |             |             | 2 gennaio 2003        | Prima distribuzione stabile. |